# ليلة مع أسماك القرش
ليلة مع اسماك القرش هو فيلم ايطالي اسباني مكسيكي عام 1988 , اخرجه وشارك في كتابته تونينو ريتشي.
تدور احداث الفيلم في ميامي، فلوريدا وكانكون في المكسيك. رغم انه صور في جمهوية الدومينيكان.

## حبكة
قضى جيمس زيغلر خمس سنوات من حياته في التخطيط لارتكاب جريمة مثالية، وقام بالتنصت على اجهزة الاتصالات الخاصة بروزنتسكي رجل الأعمال الغني وذو السلطة.
حلمه تحقق اخيرا خلال تسجيله محادثة حساسة بين روزنتسكي ورئيس الولايات المتحدة، حيث طلب مليوني دولار ألماس من روزنتسكي من اجل شريط التسجيل.
قرر روزنتسكي دفع المبلغ لزيغلر مقابل أخذ شريط التسجيل ولكنه بدلا من ذلك يرسل شريكه لاستعادته.
يحاول شريكه ان يقتل زيغلر ولكنه يفشل وينجح زيغلر بالهروب مع شريط التسجيل والالماس.
يذهب زيغلر مع شقيقه ديفيد للاختباء، وهو يعيش كمتشردين الشاطئ وصيادين اسماك القرش على الساحل خارج منطقة كانكون.
يعيش ديفيد مع صديقه وشريكه بالاعمال باكو ولديه جار مسافر بحري ياكل القرش الملقب بسيكلوبس.
تصطدم طائرة جيمس زيغلر المائية بالقرب من كوخ ديفيد. تنفجر الطائرة بينما هو ينجو لمدة كافية تمكنه من تسليم القرص والالماس إلى ديفيد.
كان روزنتيسكي مستاء من شريكه الذي لم يستطيع قتل جيمس زيغلر بالوقت المناسب. هو يعرف تماما ان جيمس زيغلر ذهب للاختباء مع شقيقه ديفيد الذي يرتب الآن اللقاء مع زوجته السابقة التي تدعى ليز.
وعد روزنتسكي ليز بمكافئة كبيره إذا استعادة شريط التسجيل والالماس.
```
شريك روزنتسكي طلب أيضا الالماس لنفسه ويقرر بقيادة فريق ان يغتال ديفيد.
```

ديفيد يمقت الأسلحة النارية لكن ليس لديه أي اعتراض على القتال مرة أخرى باستخدام الأسلحة البيضاء، اللغم، وقنابل المولوتوف وسمك القرش سيكلوبس.

## شخصيات الرواية
- تريت ويليم مثل دور ديفيد زيغلر
- انطونيو فارجش مثل دور باكو
- كارلو موكاري مثل دور جيمس زيغلر
- جانيت اغرن مثلت دور ليز زيغلر
- جون ستينر مثل دور شريك روزينتسكي
- نينا سولدانو مثلت دور خوانيتا
- سلفاتور بورغيزي مثلت دور غارسيا
- كريستوفر كونيلي مثل دور الاب متيا

## إنتاج
تم التصوير في جمهورية الدومينيكان

## روابط اضافية
- ليلة مع أسماك القرش  في قاعدة بيانات الأفلام على الإنترنت (بالإنجليزية)
- Night of the Sharks at روتن توميتوز

## روابط خارجية
- ليلة مع أسماك القرش على موقع IMDb (الإنجليزية)
- ليلة مع أسماك القرش على موقع روتن توميتوز (الإنجليزية)
- ليلة مع أسماك القرش على موقع أول موفي (الإنجليزية)
- ليلة مع أسماك القرش على موقع فيلمافينيتي (الإسبانية)
- ليلة مع أسماك القرش على موقع قاعدة بيانات الفيلم (الإنجليزية)
- ليلة مع أسماك القرش على موقع ليتربوكسد (الإنجليزية)
- ليلة مع أسماك القرش على موقع كينوبويسك (الروسية)